# Liste der Kulturdenkmäler in Kettenhausen
In der Liste der Kulturdenkmäler in Kettenhausen sind alle Kulturdenkmäler der rheinland-pfälzischen Ortsgemeinde Kettenhausen aufgelistet. Grundlage ist die Denkmalliste des Landes Rheinland-Pfalz (Stand 4. Mai 2023).

## Einzeldenkmäler
| Bezeichnung    | Lage                      | Baujahr | Beschreibung                                                                | Bild            |
| -------------- | ------------------------- | ------- | --------------------------------------------------------------------------- | --------------- |
| Kriegerdenkmal | südöstlich des Ortes Lage | 1927    | Kriegerdenkmal 1914/18; in Hausteinstele eingelassene Gedächtnistafel, 1927 | Fotos hochladen |

## Ehemalige Kulturdenkmäler
| Bezeichnung | Lage               | Baujahr                           | Beschreibung                                                                                        | Bild            |
| ----------- | ------------------ | --------------------------------- | --------------------------------------------------------------------------------------------------- | --------------- |
| Quereinhaus | Im Fuchshof 5 Lage | erste Hälfte des 19. Jahrhunderts | Wohnteil eines Fachwerk-Quereinhauses, erste Hälfte des 19. Jahrhunderts; aus Denkmalliste gelöscht | Fotos hochladen |